# Dolany (okres Pardubice)
Obec Dolany se nachází v okrese Pardubice, kraj Pardubický, necelých 5 km severně od Lázní Bohdaneč a 11 km severozápadně od Pardubic. Žije zde 440 obyvatel.

## Historie
První písemná zmínka o obci se vztahuje k roku 1073, kdy kníže Vratislav II. daroval opatovickému klášteru pozemky „ve vsi Dolanech“ (in villa Dolaz).

## Pamětihodnosti
- Kostel svatého Vojtěcha
- Kaple svatého Floriána